# Stützerbach

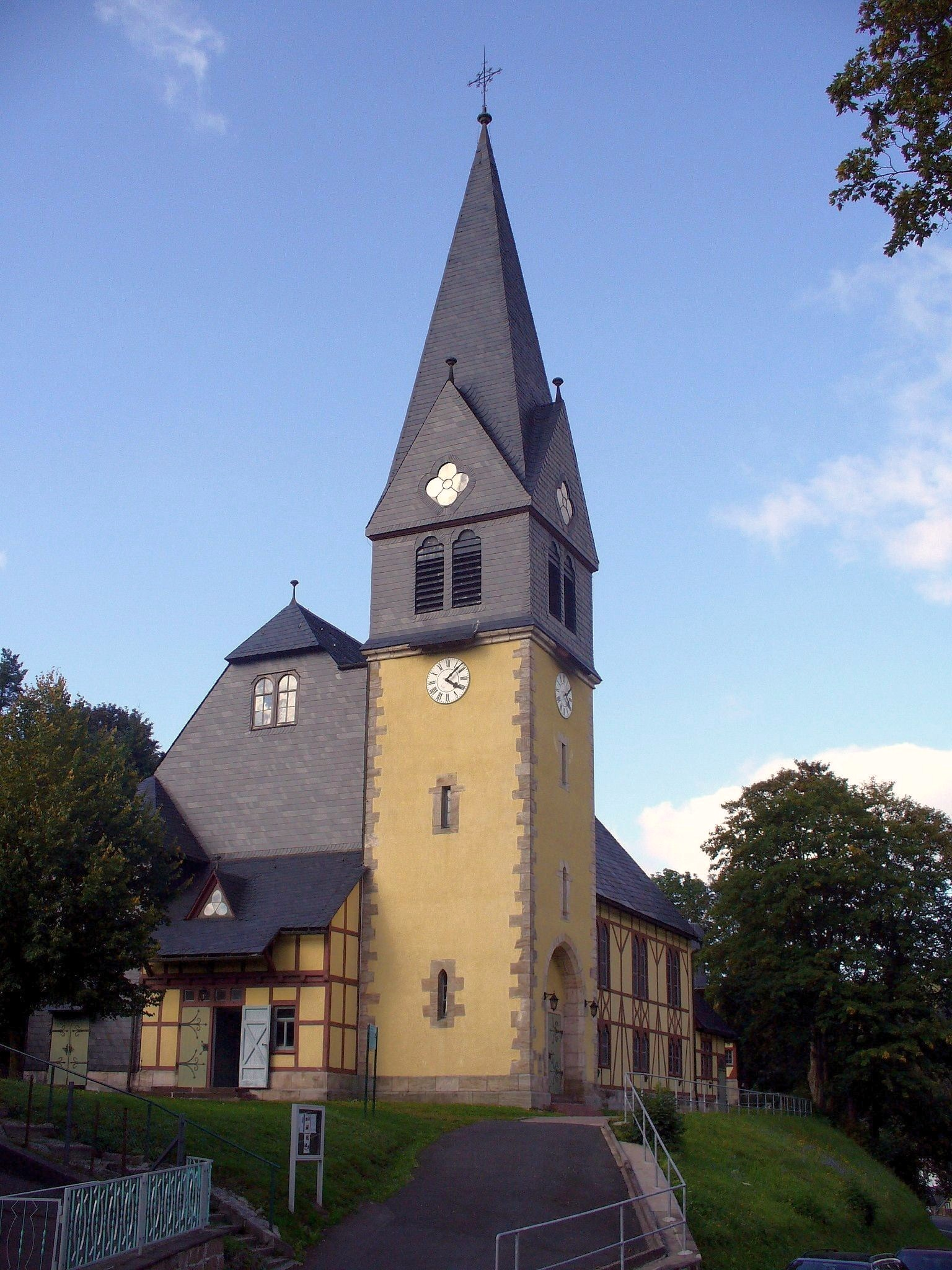
Église de Stützerbach

Stützerbach est une ancienne commune allemande du land de Thuringe, dans l’arrondissement d'Ilm, au centre de l’Allemagne.